# Molophilus sepositus
Molophilus sepositus är en tvåvingeart som beskrevs av Alexander 1923. Molophilus sepositus ingår i släktet Molophilus och familjen småharkrankar. Inga underarter finns listade i Catalogue of Life.